# Sean O’Connor (Eishockeyspieler, 1981)
Sean O’Connor (* 19. Oktober 1981 in Victoria, British Columbia) ist ein kanadisch-deutscher Eishockeyspieler, der zuletzt bei den Straubing Tigers in der Deutschen Eishockey Liga unter Vertrag stand.

## Karriere
Sean O’Connor begann seine Karriere als Eishockeyspieler bei den Moose Jaw Warriors, für die er von 1999 bis 2002 in der kanadischen Juniorenliga Western Hockey League aktiv war. Anschließend spielte der Flügelspieler zwei Jahre lang für San Antonio Rampage aus der American Hockey League sowie für deren Farmteams Jackson Bandits und Augusta Lynx aus der ECHL. Während der Saison 2004/05 stand er parallel für die San Diego Gulls aus der ECHL und die Cincinnati Mighty Ducks aus der AHL auf dem Eis.
Von 2005 bis 2007 stand Sean O’Connor bei den Las Vegas Wranglers aus der ECHL auf dem Eis, konnte allerdings während der Saison 2006/07 verletzungsbedingt nur fünf Spiele bestreiten. Nach je einem Jahr bei Las Vegas’ Ligarivalen Phoenix RoadRunners, den Victoria Salmon Kings aus seiner Heimatstadt und Ontario Reign. Für die Saison 2010/11 wurde der Deutsch-Kanadier von den Augsburger Panthern aus der Deutschen Eishockey Liga verpflichtet.
Für die Spielzeit 2012/13 unterzeichnete er einen Kontrakt beim ERC Ingolstadt. Zur Saison 2013/14 wurde er vom EHC Red Bull München verpflichtet. Während der laufenden Saison wurde er entlassen und er wechselte im Dezember 2013 weiter zu den Schwenninger Wild Wings. Nach knapp eineinhalb Saisons dort verpflichteten ihn im März 2015 die Straubing Tigers.

## Karrierestatistik
Stand: Ende der Saison 2015/16
(Legende zur Spielerstatistik: Sp oder GP = absolvierte Spiele; T oder G = erzielte Tore; V oder A = erzielte Assists; Pkt oder Pts = erzielte Scorerpunkte; SM oder PIM = erhaltene Strafminuten; +/− = Plus/Minus-Bilanz; PP = erzielte Überzahltore; SH = erzielte Unterzahltore; GW = erzielte Siegtore; 1 Play-downs/Relegation; Kursiv: Statistik nicht vollständig)